# Brighton (Monroe County, New York)
Brighton ist eine US-amerikanische Kleinstadt (Town) im Monroe County des Bundesstaats New York. Das U.S. Census Bureau hat bei der Volkszählung 2020 eine Einwohnerzahl von 37.137 ermittelt. Brighton ist ein Vorort der Stadt Rochester.

## Geografie
Brighton grenzt im Nordwesten an die Stadt Rochester und die Irondequoit, im Süden an Henrietta, im Westen an den Genesee River und Chili und im Osten an die Städte Pittsford und Penfield. Brighton liegt etwa 97 km (60 Meilen) von Buffalo und 140 km (90 Meilen) von Syracuse entfernt. Der Eriekanal verläuft durch Brighton.

## Geschichte
Die Stadt Brighton, die an der südöstlichen Grenze der Stadt Rochester liegt, wurde ursprünglich um 1790 besiedelt und 1814 formell gegründet – was ihr die Anerkennung als eine der ältesten Städte im Monroe County einbrachte. Benannt nach Brighton in England, blieb sie bis ins 20. Jahrhundert eine landwirtschaftliche und ziegelverarbeitende Gemeinde, als die Stadt ihre Entwicklung zu einem gehobenen vorstädtischen Wohngebiet begann.

## Demografie
Nach einer Schätzung von 2019 leben in Brighton 35.928 Menschen. Die Bevölkerung teilt sich 2019 auf in 79,8 % Weiße, 6,2 % Afroamerikaner, 0,5 % amerikanische Ureinwohner, 10,2 % Asiaten, 0,1 % Ozeanier und 2,5 % mit zwei oder mehr Ethnizitäten. Hispanics oder Latinos aller Ethnien machten 5,1 % der Bevölkerung aus. Das mittlere Haushaltseinkommen lag bei 75.807 US-Dollar und die Armutsquote bei 9,2 %.